# Общие СС

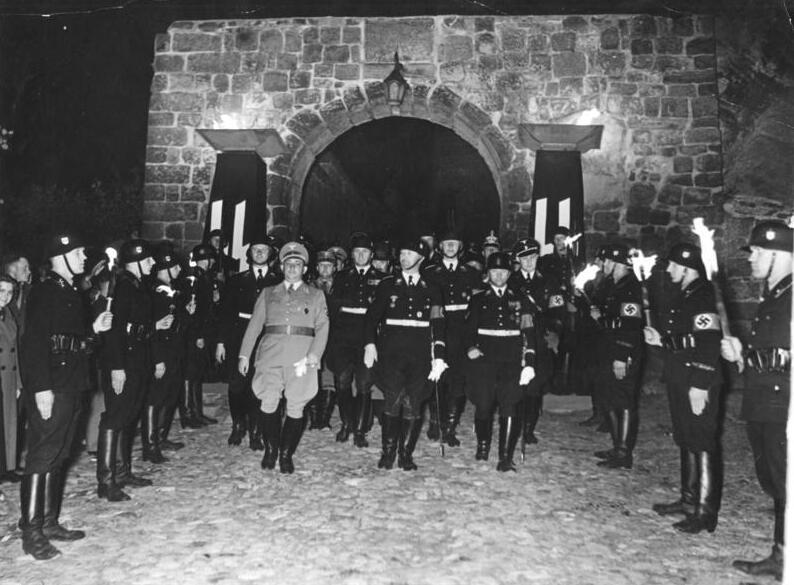
Рейхсфюрер СС Генрих Гиммлер на церемонии годовщины смерти короля Генриха I Птицелова, июль 1938 года

Общие СС (нем. Allgemeine SS), также «Чёрные СС» (нем. Schwarze SS) — военизированная общественная организация нацистской партии в Германии, существовашая с 1934 по 1945 год, одна из двух основных частей СС наряду с войсками СС («зелёными СС»). Общие СС имели сходную с военной структуру и систему званий, формировались по территориальному принципу. Члены Общих СС выполняли свои партийные обязанности параллельно с основной работой, кроме части руководящих кадров и технического персонала, состоявших на партийной службе. В то же время многие государственные учреждения нацистской Германии комплектовались преимущественно кадрами из Общих СС, что обеспечивало жесткий партийный контроль над государственным аппаратом.

## Довоенные годы
В 1925 году Адольф Гитлер приказал Юлиусу Шреку сформировать подразделение телохранителей, Schutzkommando («Команда защиты»). Гитлеру были нужны сильные и верные ему солдаты. В состав подразделения вошли бывшие члены Stoßtrupp, в том числе Эмиль Морис и Эрхард Хайден. Подразделение Schutzkommando было сформировано 4 апреля 1925 года. Впоследствии подразделение переименовали в Sturmstaffel («Штурмовая эскадрилья»), а затем, 9 ноября 1925 года в Schutzstaffel («Защитная эскадрилья»; SS). СС являлась подразделением СА и НСДАП.
Главной задачей СС было осуществление личной охраны Адольфа Гитлера. В 1925 году в состав СС входило 200 человек, а к 1928 году насчитывалось уже 280 человек.
В январе 1929 года СС возглавил Генрих Гиммлер. Первым делом он занялся чисткой личного состава подразделения от пьяниц, преступников и иных нежелательных лиц. Попутно, Гиммлер вводил более строгие требования к членам организации и планировал превратить СС в самую влиятельную государственную структуру Германии. К 1930 году он убедил Гитлера возглавить СС, при том что официально она все ещё подчинялась СА.

## Формирование и обслуживание
После Machtergreifung (захвата власти) НСДАП в январе 1933 года СС начала разрастаться в огромную организацию. К концу 1932 года в нее входило более 52 000 членов. К декабрю 1933 года численность СС увеличилась до 204 000 членов, и Гиммлер приказал временно заморозить набор.20 апреля 1934 года Геринг и Гиммлер согласились отложить в сторону свои разногласия, в основном из-за их взаимной ненависти к СА. Геринг передал контроль над гестапо Гиммлеру , который также был назначен начальником всех немецких полицейских сил за пределами Пруссии . Два дня спустя Гиммлер назначил Рейнхарда Гейдриха главой гестапо.СС еще больше укрепилось, когда и оно, и гестапо приняли участие в уничтожении руководства СА во время Ночи длинных ножей с 30 июня по 2 июля 1934 года. Они либо убили, либо арестовали каждого крупного лидера СА, прежде всего Эрнста Рема.Гиммлер был позже назначен начальником всей немецкой полиции в июне 1936 года, и гестапо было включено с Крипо (уголовной полицией) в подотделы SiPo.Гейдрих был назначен главой SiPo и продолжил работу в качестве начальника SD.
В августе 1934 года Гиммлер получил разрешение от Гитлера сформировать новую организацию из SS Sonderkommandos и Politischen Bereitschaften , SS-Verfügungstruppe (SS-VT). Это была военизированная сила, которая в военное время должна была подчиняться Вермахту, но оставалась под контролем Гиммлера в мирное время и под личным контролем Гитлера независимо. Согласно этой реструктуризации, SS теперь включала три различных подчиненных командования:
1. Allgemeine SS,
2. SS-Verfügungstruppe (SS-VT)
3. SS-Wachverbände,известные как SS-Totenkopfverbände (SS-TV) от 29 марта 1936 года и далее

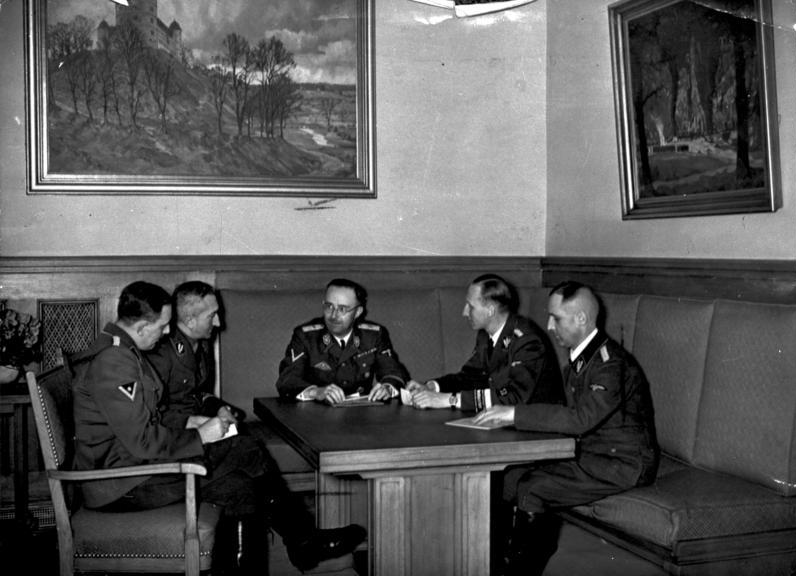
На совещании у Гиммлера (в центре) о ходе расследования покушения на Гитлера 8 ноября 1939 года. Гейдрих сидит справа от Гиммлера

## Иерархия и структура
Термин «Общим СС» относился к  тем подразделениям СС, которые считались «основными, регулярными или стандартными». К 1938 году были административно разделены на несколько основных подразделений:
- Штатные офицеры и члены основных управлений СС
- Добровольцы, работающие неполный рабочий день в региональных подразделениях СС
- Силы безопасности СС, например, Sicherheitspolizei (SiPo – Gestapo & Kripo) и Sicherheitsdienst (SD).
- Сотрудники концентрационного лагеря Тотенкопфвербанде
- Резервные, почетные или иным образом неактивные члены СС

## Во время войны
После начала Второй мировой войны границы между Общих СС и Ваффен СС стали все более размытыми, в основном из-за того, что штаб-квартиры Общих СС имели административное и снабженческое командование над Ваффен СС. К 1940 году все члены Общих СС были одеты в серую военную форму. Гиммлер приказал сдать полностью черную форму для использования другими. Ее отправили на восток, где ее использовали вспомогательные полицейские подразделения, и на запад, где ее использовали германские подразделения СС, такие как в Нидерландах и Дании.В 1944 году почти каждому генералу СС было присвоено эквивалентное звание Ваффен СС, независимо от предыдущей военной службы. Это было приказано для того, чтобы дать генералам СС власть над воинскими частями и лагерями для военнопленных и, по-видимому, попытаться обеспечить потенциальную защиту в соответствии с правилами ведения войны Гаагской конвенции. В случае захвата союзниками генералы СС надеялись, что им будет предоставлен статус военных заключенных, а не захваченных полицейских.
По мере того, как нацистский режим становился все более деспотичным, а Вторая мировая война обострялась, система концентрационных лагерей росла в размерах, смертоносных операциях и масштабах, поскольку усиливались экономические амбиции СС.  Интенсификация операций по уничтожению произошла в конце 1941 года, когда СС начала строительство стационарных газовых камер, чтобы заменить использование айнзацгрупп для массовых убийств.
Жертвы в этих новых лагерях смерти были убиты с использованием угарного газа из автомобильных двигателей. Во время операции «Рейнхард» на территории оккупированной Польши было построено три лагеря смерти: Белжец (март1942 года), Собибор (май 1942 года) и Треблинка (июль 1942 года).  года концентрационный лагерь в Освенциме был значительно расширен за счет добавления газовых камер , где жертв убивали с помощью пестицида Циклон Б.
После 1942 года вся лагерная служба была передана в подчинение Ваффен СС по ряду административных и логистических причин. Высшим командным органом для лагерной системы во время Второй мировой войны был SS-Wirtschafts-Verwaltungshauptamt (WHVA) под руководством Освальда Поля. Помимо лагерных операций, WHVA была организацией, ответственной за управление финансами, системами снабжения и бизнес-проектами для Общих СС .  К 1944 году, когда концентрационные лагеря были полностью интегрированы в Ваффен СС и находились под контролем WVHA, была разработана стандартная практика ротации членов СС в лагерях и из них на основе потребностей в рабочей силе, а также для назначения раненых офицеров и солдат Ваффен СС, которые больше не могли служить на передовой. Эта ротация персонала является главным аргументом в пользу того, что почти все СС знали о концентрационных лагерях и о том, какие действия в них совершались, что делает всю организацию ответственной за военные преступления и преступления против человечности.